# Mandialaza
Mandialaza is een plaats en commune in het oosten van Madagaskar, behorend tot het district Moramanga, dat gelegen is in de regio Alaotra-Mangoro. Tijdens een volkstelling in 2001 telde de plaats 11.015 inwoners.
De plaats biedt naast lager onderwijs ook middelbaar onderwijs aan. 93 % van de bevolking werkt als landbouwer. Het belangrijkste landbouwproduct is rijst; andere belangrijke producten zijn bananen, bonen en maniok. Verder is 7% actief in de dienstensector.